# Volker Schweizer
Volker Bernhard Schweizer (* 1940 in Stuttgart) ist ein deutscher Geologe und Paläontologe.
Er studierte Geologie und Paläontologie in Stuttgart mit der Promotion 1968, habilitierte sich 1973 in Heidelberg (Die Verteilung von Haupt- und Spurenelementen im Carixium (Untere Schwarzjuramergel, Lias gamma) Süddeutschlands, ein Beitrag zur Geochemie carbonatischer Sedimente) und war 1980 bis zu seiner Emeritierung Professor am Geologisch-Paläontologischen Institut der Ruprecht-Karls-Universität Heidelberg.
Von ihm stammt ein Geologischer Führer in den Kraichgau und südlichen Odenwald und ein Wörterbuch der Geologie. Außerdem gab er eine Reihe englischsprachiger Werke in deutschen Ausgaben heraus, so die Einführung in die Geologie (Allgemeine Geologie, Spektrum Akademischer Verlag) von Raymond Siever und Frank Press (ein Standardwerk) und die Historische Geologie von Steven M. Stanley. Er befasste sich unter anderem mit Sedimentologie und mit Stratigraphie des Muschelkalks.
Er ist Mitarbeiter am Geologischen Landesamt von Baden-Württemberg (unter anderem geologische Karte von Meßstetten).

## Schriften
- Wörterbuch der Geologie/Dictionary of Geology. Spektrum Akademischer Verlag 2012.
- mit Reinhart Kraatz: Kraichgau und südlicher Odenwald (= Sammlung Geologischer Führer. Band 72). Gebrüder Bornträger, 1982.